# Ochrodota atra
Ochrodota atra är en fjärilsart som beskrevs av Rothschild 1909. Ochrodota atra ingår i släktet Ochrodota och familjen björnspinnare. Inga underarter finns listade i Catalogue of Life.